# Принцеза Јовајна
Принцеза Јовајна од Рохана (Éowyn, Lady of Rohan) је лик из књига Џ. Р. Р. Толкина, Господар прстенова: Две куле и Господар прстенова: Повратак краља, као и из истоимених филмова Питера Џексона.

## Биографија
Јовајна, принцеза је рођена у Едорасу, престоници Рохана, као нећака краља Теодена. Она је кћерка Теодвајн (Теоденове сестре) и Еодмунда, а има старијег брата Јомера. Када је имала само три године, њен отац је погинуо у борби с Орцима, а мајка умрла од болести. Одгајио ју је и подигао ујак Теоден, где је третирана као његова рођена кћерка. Када је краљев син јединац, Теодред, погинуо у борби с Орцима, Јовајна и Јомер су означени као наследници роханског престола, али тада је краљ пао под Саруманову моћ.
Саруман је у Едорас послао Гриму Црвејезика, који је тровао краљев ум. Краљ је толико изгубио памет, да је Грими препустио скоро сву власт. Грима је протерао Јомера и његове многобројне војнике из Рохана, а Јовајна је остала сама. Колико год она била хладна и недодирљива, Грима се заљубио у њу, али га она одбија. Када Гандалф стигне у Рохан, ослобађа Теодена, а Грима бива протеран. Јовајна је коначно срећна, јер се њен ујак „вратио“.
Јовајна се заљубљује у Арагорна и јако жели да се он заљуби у њу. Али, због његових осећања према Аруени, њихова веза је немогућа. Јовајна постаје славан ратник, али и наследница Рохана. На крају трећег дела, удаје се за гондорског племића Фарамира.